# Megachile labascens
Megachile labascens är en biart som beskrevs av Cockerell 1925. Megachile labascens ingår i släktet tapetserarbin, och familjen buksamlarbin. Inga underarter finns listade i Catalogue of Life.